# Satoshi Hashimoto
Satoshi Hashimoto (橋本 さとし Hashimoto Satoshi?) es un seiyū japonés, nacido el 26 de abril de 1966 en Osaka, Japón. Su tipo sanguíneo es O. Él está actualmente afiliado con la Cube Group seiyū agency. Hashimoto es importante por papeles como Terry Bogard y Kim Kaphwan en las series de juegos de peleas de Fatal Fury, Capcom vs. SNK y King of Fighters.

## Anime
- The King of Fighters: Another Day (Terry Bogard, episodio 2 (Accede))
- Transformer: Car Robot (Fire Convoy)

## Películas
- Kindaichi shonen no jimembo: Shanghai ningyo densetsu
- Whiteout (Película del 2000) (Aojima)
- Tokyo Zombie (Dongaira)
- Gegege no Kitaro (Kuko)

## Videojuegos
- Fatal Fury 2 (Terry Bogard, Kim Kaphwan)
- Fatal Fury Special (Terry Bogard, Kim Kaphwan)
- The King of Fighters '94 (Terry Bogard, Kim Kaphwan)
- Fatal Fury 3: The Road to the Final Victory (Terry Bogard)
- The King of Fighters '95 (Terry Bogard, Kim Kaphwan)
- Real Bout Fatal Fury (Terry Bogard, Kim Kaphwan)
- The King of Fighters '96 (Terry Bogard, Kim Kaphwan)
- The King of Fighters '96 Neo-Geo Collection (Terry Bogard, Kim Kaphwan, El mismo)
- Real Bout Fatal Fury Special (Terry Bogard, Kim Kaphwan)
- The King of Fighters '97 (Terry Bogard, Kim Kaphwan)
- The King of Fighters '98 (Terry Bogard, Kim Kaphwan)
- Real Bout Fatal Fury 2: The Newcomers (Terry Bogard, Kim Kaphwan)
- The King of Fighters '99 (Terry Bogard, Kim Kaphwan)
- Garou: Mark of the Wolves (Terry Bogard)
- Capcom vs. SNK: Millennium Fight 2000 (Terry Bogard, Kim Kaphwan)
- The King of Fighters 2000 (Terry Bogard, Kim Kaphwan)
- Capcom vs. SNK 2 (Terry Bogard, Kim Kaphwan)
- The King of Fighters 2001 (Terry Bogard, Kim Kaphwan)
- The King of Fighters 2002 (Terry Bogard, Kim Kaphwan)
- The King of Fighters 2003 (Terry Bogard, Kim Kaphwan)
- The King of Fighters: Maximum Impact (Terry Bogard, Kim Kaphwan)
- The King of Fighters NeoWave (Terry Bogard)
- Neo Geo Battle Coliseum (Terry Bogard, Kim Kaphwan)
- The King of Fighters XI (Terry Bogard, Kim Kaphwan)
- The King of Fighters: Maximum Impact 2 (Terry Bogard, Wild Wolf, Kim Kaphwan)
- Super Smash Bros Ultimate (Terry Bogard)

## Apariciones en escenario
- Miss Saigón (The Engineer)
- Les Miserables (Jean Valijean)

## CD

### Álbumes
- Neo Geo Guys Vocal Collection
- SNK Character Sounds Collection Volume 4 ~ Terry Bogard
- Neo Geo DJ Station Live '98
- Neo Geo DJ Station in Neochupi
- Neo Geo DJ Station 2 ~BOF Returns~
- Neo Geo DJ Station Live '99
- Neo Geo DJ Station in Gemodura Night
- King Of Fighters '96 Drama CD
- King Of Fighters '97 Drama CD
- King Of Fighters '97 Drama CD
- King Of Fighters '98 Drama CD
- King Of Fighters '99 Drama CD
- King Of Fighters '00 Drama CD